# Aglaure fille d'Actée
Pour les articles homonymes, voir Aglaure.
Dans la mythologie grecque, Aglaure ou Agraule (en grec ancien Ἄγραυλος / Ágraulos ou Ἄγλαυρος / Áglauros), fille d'Actée, est la femme de Cécrops (fondateur mythique d'Athènes). Elle en eut un fils, Érysichthon, et trois filles, Aglaure, Hersé et Pandrose.
Suivant Ovide, Mercure, qu'elle aimait sans retour, la changea en pierre. Suivant Hérodote, elle se dévoua volontairement pendant une guerre que soutenaient les Athéniens, et on lui éleva un temple dans lequel les jeunes Athéniens, armés de toutes pièces, devaient jurer de combattre pour la patrie jusqu'à la mort.

## Source
- Pseudo-Apollodore, Bibliothèque [détail des éditions] [lire en ligne], III, 14, 2.